# Spiroplectamminoides
Spiroplectamminoides es un género de foraminífero bentónico considerado un sinónimo posterior de Palaeospiroplectammina de la subfamilia Palaeospiroplectammininae, de la familia Palaeospiroplectamminidae, de la superfamilia Tournayelloidea, del suborden Fusulinina y del orden Fusulinida. Su especie tipo era Spiroplectammina parva. Su rango cronoestratigráfico abarcaba el Tournaisiense (Carbonífero inferior).

## Discusión
Algunas clasificaciones más recientes incluirían Spiroplectamminoides en el suborden Tournayellina, del orden Tournayellida, de la subclase Fusulinana y de la clase Fusulinata.

## Clasificación
Spiroplectamminoides incluye a las siguientes especies:
- Spiroplectamminoides angulosus †
- Spiroplectamminoides camposi †
- Spiroplectamminoides gracilis †
- Spiroplectamminoides parva †
- Spiroplectamminoides productus †